# وست سنت پل (مینه‌سوتا)
وست سنت پل (به انگلیسی: West St. Paul) شهری در شهرستان داکوتا ایالت مینه‌سوتا در کشور ایالات متحده آمریکا است که جمعیت آن در سرشماری سال ۲۰۱۰ میلادی، ۱۹۵۴۰ نفر بوده‌است.